# Абийська низовина
Абийська низовина (рос. Абыйская низменность; якут. Абый намтала) — алювіальна рівнина, у республіці Саха, Росія. Адміністративно більша частина території низовини входить до складу Абийського улусу.

## Географія
Низовина розташована у середній течії річки Індигірка. Окрім численних малих річок та струмків, вона приймає три великі ліві притоки: Селеннях, Уяндіна та Дружина. Бадяріха обмежує низовину зі сходу. Район рівнинний і переважно заболочений, середня висота рівнини становить 30—94 м над рівнем моря. Річки, як правило, мають повільну течію і меандрують, з'єднані єриками і мають вельми заболочені береги. Озера низовини, переважно невеликі, їх кількість сягає понад 15 000. Найбільші — озеро Ожогіно та озеро Сутуруоха.
Абийська низовина зусібіч оточена горами, на заході — хребет Селеннях та Естеріктях-Тас, на півдні та південному сході Момський хребет, Алазейське плоскогір'я на сході та Полоусний хребет на півночі. Останній відокремлює Абийську низовину від Яно-Індигірської низовини.